# Manuel Alvar López
Manuel Alvar López (Benicarló, Baix Maestrat, 8 de juliol de 1923 – Madrid, 13 d'agost de 2001) va ser un filòleg, dialectòleg i catedràtic valencià.
El seu Manual de dialectología hispánica i els seus estudis de camp, plasmats en els seus atles lingüístics i etnogràfics, són referències ineludibles de la Filologia hispànica, en l'àmbit de la qual Alvar és considerat una institució. Membre de la Reial Acadèmia Espanyola des de 1974 (va ocupar la butaca T i la va dirigir entre 1988 i 1991), i de la Reial Acadèmia de la Història des de 1999.
Va ser pare del també catedràtic i lexicògraf Manuel Alvar Ezquerra (n. 1950), del catedràtic de filologia romànica Carlos Alvar (n. 1951), de l'investigador i doctor en medicina tropical Jorge Alvar Ezquerra (n. 1952), del catedràtic de filologia llatina Antonio Alvar Ezquerra (n. 1954), del catedràtic i historiador expert en Història Antiga Jaime Alvar Ezquerra (n. 1955) i del professor universitari i especialista en l'Espanya del Segle d'Or Alfredo Alvar Ezquerra (n. 1960).

## Biografia
Va començar els estudis de Filosofia i Lletres en la Universitat de Saragossa encara que es va llicenciar en la Universitat de Salamanca el 1945; es va doctorar en la Universitat de Madrid. Va obtenir el Premi Menéndez Pelayo de recerca del CSIC per la seua tesi El habla del campo de Jaca (1948). El 1948 va obtenir en oposició la plaça de catedràtic de Gramàtica Històrica de la Llengua Espanyola, amb tan sols 25 anys, en la Universitat de Granada. El 1968 es va traslladar a la Universitat Autònoma de Madrid, on va obtenir la càtedra de Llengua Espanyola (la primera que es va crear a Espanya) i va finalitzar la seua carrera docent en la Universitat Complutense de Madrid. Va dedicar mig segle a la docència i a la recerca de la història de l'espanyol, de la toponímia i de les variants dialectals de l'espanyol peninsulars i americanes. Es va significar especialment per la seua preocupació per la presència de l'espanyol actual al món. En aquest sentit va ser membre del Consell Assessor del Departament d'Espanyol Urgent de l'Agència EFE entre 1980 i 1996.

## Obra
Al llarg de la seua obra va abordar gran varietat de matèries: lingüística romànica, història de la llengua, geografia lingüística, dialectologia hispànica, història d'Amèrica, judeo-espanyol, romancer sefardí, toponímia, crítica literària, literatura medieval (moderna i contemporània), assaig, poesia, traducció, etc. Els seus treballs sobre dialectologia són pioners en l'àmbit hispànic: els Atlas Lingüístico y Etnográfico de Andalucía (ALEA), Atlas Lingüístico y Etnográfico de las Islas Canarias (ALEICan), Atlas Lingüístico y Etnográfico de Aragón, Navarra y Rioja (ALEANR) i el Léxico de los Marineros Peninsulares (ALMP). També l'Atlas Lingüístico y Etnográfico de Santander (ALESan), l'Atlas Lingüístico de España y Portugal (ALEP), Atlas Linguarum Europae (ALE), l'Atlas lingüístico de Castilla y León i el gran Atlas Lingüístico de Hispanoamérica (ALH). Destaquen també el Manual de dialectología hispánica: el español de América (Barcelona, Ariel, 1996) i el Manual de dialectología hispánica: el español de España (Barcelona, Ariel, 1996).
También estudà el riojà (El dialecto riojano, Madrid, Gredos, 1976) i l'aragonès (Estudios sobre el dialecto aragonés [sic], CSIC, 1987), al que fins als seus áltimos anys sempre va considerar un dialecte del llatí (així com el castellà).
Gran coneixedor de la literatura antiga, va realitzar nombroses edicions de textos medievals, del romancer vell i de la literatura tradicional i popular (inclosa la sefardí), però també es va interessar per alguns autors contemporanis (El mundo novelesco de Miguel Delibes, Madrid, Gredos, 1987). La seua obra, d'una extensió considerable, abasta al voltant de 170 llibres i més de 600 articles científics.

## Distincions
Va ser membre corresponent de l'Acadèmia Mexicana de la Llengua, i va ser distingit com a membre honorari de més d'una dotzena d'acadèmies espanyoles, europees i americanes. Va ser guardonat amb el Premi Nacional d'Assaig i amb el Premi Nacional de Recerca del CSIC. També va rebre els premis Antonio de Nebrija i el Award Excellence in Research (State University de Nova York). Així mateix, va obtenir l'Encomana amb placa de l'Orde d'Alfons X el Savi i la Gran Creu de l'Orde d'Alfons X el Savi. Va ser doctor honoris causa en nombroses universitats espanyoles i estrangeres.